# Dekster
Dekster (IV/V wiek) – pisarz, polityk, komes dóbr osobistych Teodozjusza I. Był synem Pacjana, biskupa Barcelony. W latach 379-387 pełnił funkcję prokonsula Azji, a w roku 395 był prefektem pretorianów w Italii. Jest autorem nie zachowanego dzieła historycznego, a niektórzy badacze przypisują mu także autorstwo Komentarzy do Listów Apostoła Pawła, które jednak napisał Ambrozjaster. Za namową Dekstera Hieronim ze Strydonu napisał dzieło O sławnych mężach, które jest katalogiem pisarzy.